# Ipotesi su Gesù
Ipotesi su Gesù è il primo libro dello scrittore e giornalista italiano Vittorio Messori. Tradotto in 22 lingue, ha venduto più di un milione di copie in Italia, dove risulta uno dei saggi più venduti di sempre.

## Contenuto dell'opera
Vittorio Messori, neoconvertito al cattolicesimo, impiega dodici anni per scrivere Ipotesi su Gesù, per rispondere a quella che sentiva essere una mancanza sia nella letteratura cattolica che in quella laica.
L'autore ribadisce subito l'intenzione di volere procedere, per quanto possibile, a un'indagine laica, che si basi su dati incontestabili e non su interpretazioni personali o convinzioni di fede.
Per essere ulteriormente "sopra le parti", cita le Sacre Scritture utilizzando una traduzione italiana della Bibbia riconosciuta da tutte le confessioni cristiane e, per quanto riguarda l'Antico Testamento, dagli Ebrei.

### Capitolo 1:E se fosse vero?
(Vittorio Messori, Ipotesi su Gesù, SEI, Torino, 1976, cap. 1, p. 17)
Messori inizia affermando come al giorno d'oggi (ovvero gli anni settanta in cui è stato scritto il libro) l'argomento Cristo sia piuttosto tabù nella società, anche tra religiosi, pur essendo il personaggio particolarmente in voga, e di gran lunga il più studiato e analizzato della storia.
L'autore descrive le motivazioni che lo hanno spinto a scrivere il libro, e si dichiara in debito con i grandi pensatori che in precedenza hanno studiato il problema, primo tra tutti Blaise Pascal, figura che verrà continuamente richiamata e citata nel corso dell'opera e Jean Guitton.
"Il grande pubblico ne ha tratto la convinzione che il problema di Gesù sia questione di sapienti e di teologi, al di sopra della sua competenza. La difficoltà di crearsi un'opinione personale ha fatto sì che ciascuno distogliesse il pensiero dal problema. L'incredulo per conservare il suo dubbio sulla storicità del Gesù dei vangeli. Il credente per vivere di fede. Il silenzio è tornato quindi a regnare su questo problema fondamentale"»
(Vittorio Messori, Ipotesi su Gesù, SEI, Torino, 1976, cap. 1, pp. 19-20)

### Capitolo 2:Un dio nascosto e scomodo
Nel secondo capitolo viene mostrato come ancora scienza e filosofia non siano riuscite a risolvere il problema dell'esistenza di Dio. Messori in particolare rimprovera chi, anche in seno alla Chiesa, abbia tentato di dimostrarne l'esistenza. Solo per ebrei e cristiani Dio è nascosto: per l'Islam, l'altra grande religione monoteistica, "Dio è il sole che splende a mezzogiorno", mentre continuamente nella Bibbia, Dio non si mostra.
Il Cristianesimo in particolare, risulta l'unica religione al mondo in cui la natura e l'esistenza di Dio si rivela essere un problema per l'uomo.

### Capitolo 5:Tre ipotesi
«Quando, seguendo l'esempio di Albert Schweitzer, stavo tentando di enumerare le varie soluzioni date al problema di Gesù, ciò che mi sorprese fu che il loro numero era limitato. Giungevo a pensare che le soluzioni possibili sono tre e tre soltanto: due per negare e una per affermare».
Queste tre soluzioni possibili sono quelle che lo stesso Guitton chiama 1) critica; 2) mitica. Sono le due soluzioni "per negare". E, infine, la terza, quella "per affermare": la soluzione di fede»
(Vittorio Messori, Ipotesi su Gesù, SEI, Torino, 1976, cap. 5, p. 121)
Seguendo il metodo di lavoro indicato da Guitton, pur consapevole dei rischi di esemplificazione insiti in ogni schema, Messori analizza le tre ipotesi.
L'ipotesi, la soluzione critica o storicista, è quella dei tanti studiosi che, passando il Nuovo Testamento al vaglio della critica che dicono scientifica, non negano l'esistenza storica di Gesù. All'origine della fede cristiana c'è un uomo che è vissuto, un certo Gesù, un uomo magari eccezionale, ma senza caratteri miracolosi e soprannaturali. Gesù non è che un uomo progressivamente divinizzato. Sulla sua tomba, che è rimasta chiusa o che fu trovata vuota perché qualcuno ne asportò il cadavere, la scuola critica scriverà, come osserva Giuseppe Ricciotti: IGNOTUS, ignoto.
La soluzione mitica o mitologica afferma invece che all'origine del cristianesimo non ci sono avvenimenti reali, non c'è un uomo. C'è invece una leggenda, un mito antichissimo e preesistente al cristianesimo, di un dio che si incarna, soffre, muore e risorge per la salvezza degli uomini. Gesù è un dio progressivamente umanizzato. Sul suo sepolcro sigillato, se i critici scrivono ignotus, i mitologi incideranno NEMO, nessuno.
La terza è la soluzione di fede, la posizione della più antica e di gran lunga più numerosa tra le comunità cristiane, la Chiesa cattolica.
Messori mostra come gli accademici della scuola critica e mitica siano in lite tra loro ma concordi contro i "creduli-credenti".

### Capitolo 6:Le croci di una critica
In questo capitolo Messori analizza le ipotesi delle cosiddette scuole "mitica" e "critica", ovvero quei rami della ricerca storica che, partendo da presupposti diversi, hanno cercato di dimostrare, a partire dall'epoca illuminista, la falsità storica dei vangeli canonici, il più delle volte sostenendo che furono scritti a posteriori (I-II secolo d.C.) dai capi delle prime comunità cristiane.
Tra le varie cose vengono analizzate le ipotesi sostenute da alcuni storici sovietici e italiani, le quali già all'epoca dell'uscita del libro erano state abbandonate dalla stessa cultura laica occidentale.
Messori mostra invece come l'archeologia e la filologia abbiano già ampiamente dimostrato come i quattro Vangeli furono scritti entro l'anno 100.
Lo studioso torinese mostra poi come poi gli stessi contenuti dei vangeli mostrano come sia ampiamente improbabile che questi siano stati inventati a posteriori.
Le "antenate scandalose" di Gesù sarebbero un indizio a favore della veridicità storica dei vangeli canonici: non avrebbe infatti giovato in alcun modo, per la Chiesa delle origini, inventare a posteriori una genealogia con queste caratteristiche.

### Capitolo 9:Se è un equivoco
All'inizio di questo capitolo, Messori attribuisce erroneamente a Herbert Marcuse la citazione con cui Marcuse stesso chiude il suo libro L'uomo a una dimensione, "Nur um der Hoffnungslosen willen ist uns die Hoffnung gegeben" ('È solo a favore dei senza speranza che ci è stata data la speranza'), e che corrisponde, infatti, a Walter Benjamin.

### Capitolo 10:Molto tempo dopo...
Si tratta di un capitolo aggiunto nell'edizione del 2001.

## Edizioni
- Vittorio Messori, Ipotesi su Gesù, collana Sestante, Società Editrice Internazionale, 2001,  pp. 288, cap. 10, ISBN 88-05-05867-X.